# Zentrum Nord (Münster)

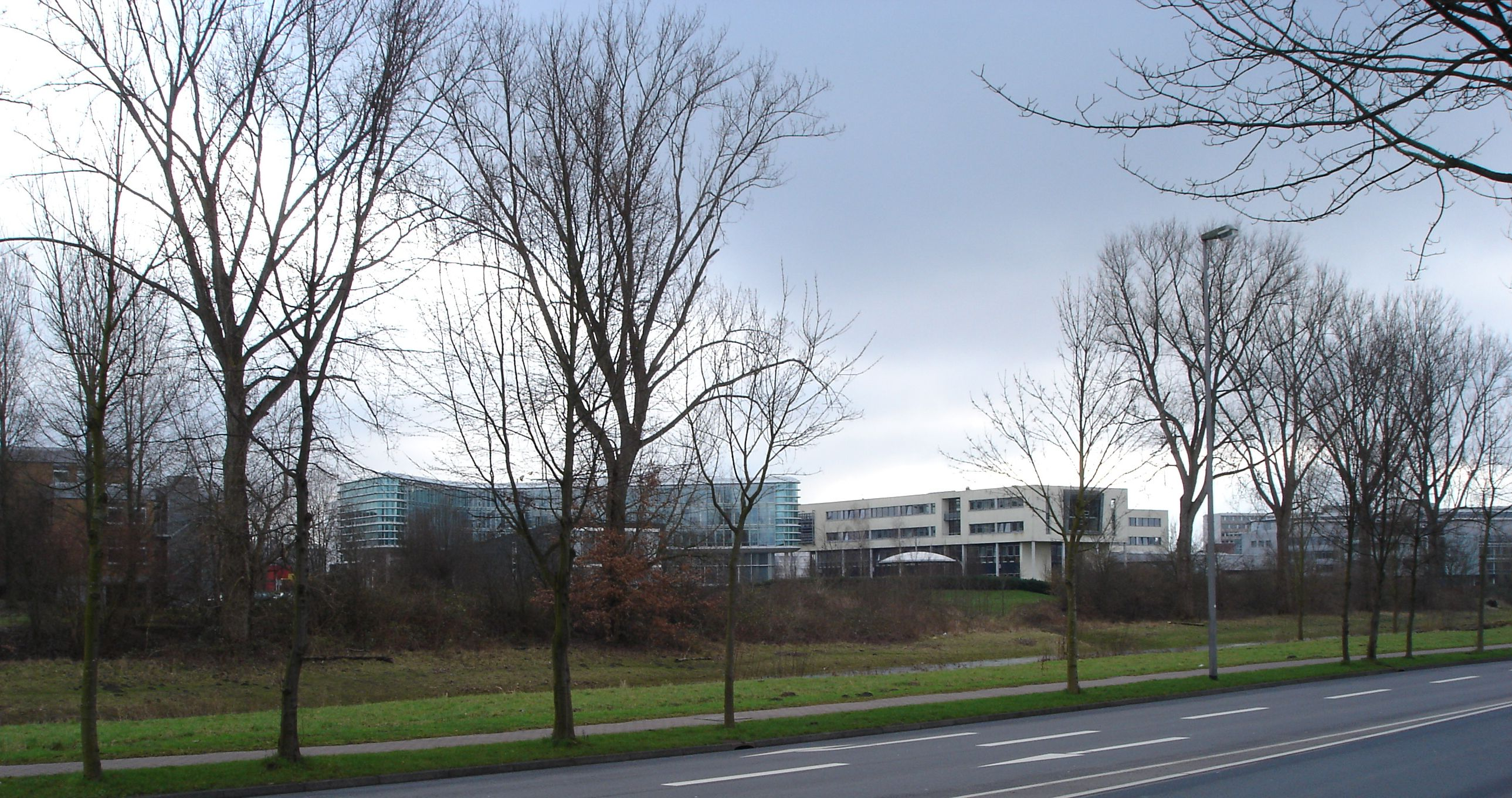
Blick von der Kanalstraße zum Zentrum Nord. Im Vordergrund auf der gegenüberliegenden Straßenseite die Münstersche Aa.

Das Zentrum Nord befindet sich in der westfälischen Stadt Münster und ist gleichzeitig ein wichtiger Verwaltungsstandort. Es gehört zum Stadtbezirk Mitte und liegt nördlich des Stadtzentrums zwischen Kinderhaus, Coerde, Rumphorst und dem Kreuzviertel.
Eine Besonderheit dieses Stadtviertels ist, dass es sich fast ausschließlich um einen Verwaltungsstandort und weniger um ein Wohnviertel handelt. Die Planungen für das Zentrum Nord gehen auf die 1960er-Jahre zurück. Es sollte zur Entlastung der Innenstadt von Großverwaltungen und Betrieben dienen, die sich seitdem dort angesiedelt haben. Seit dem Jahre 1995 wird der Bahnhof Münster Zentrum Nord im Personenverkehr bedient, der an der direkt am Zentrum Nord vorbeilaufenden Bahnstrecke Münster–Rheine und der dort abzweigenden Bahnstrecke Münster–Gronau liegt.
Wichtige und bedeutende Verwaltungen im Zentrum-Nord:
- Ärztekammer Westfalen-Lippe
- Chemisches und Veterinäruntersuchungsamt Münsterland-Emscher-Lippe
- Deutsche Rentenversicherung Westfalen
- Deutsche Telekom
- Deutsche Funkturm
- Fachhochschule für öffentliche Verwaltung Nordrhein-Westfalen – Abteilung Münster
- Landwirtschaftskammer Nordrhein-Westfalen
- Finanz Informatik
- Teile der Bezirksregierung des Regierungsbezirks Münster
- Landesbetrieb Wald und Holz NRW

## Bahnhof Münster Zentrum Nord
Münster Zentrum Nord verfügt aufgrund seiner Bedeutung als Arbeitsplatz und Gewerbestandort seit 1995 über einen Personenbahnhof, an dem Regionalbahnen nach Enschede, Rheine, Münster Hauptbahnhof und Coesfeld halten. Dieser ging aus dem bisherigen reinen Betriebsbahnhof Nevinghoff hervor, in dem die Bahnstrecke Münster–Enschede von der Bahnstrecke Münster–Rheine abzweigt. Tatsächlich ist seit dem Zweiten Weltkrieg hier der Anfangspunkt der Enscheder Strecke, da das Gleis bis zum Hauptbahnhof nicht mehr aufgebaut wurde, um bei den zahlreichen Überführungen im Stadtbereich Kosten zu sparen. Außerdem zweigte hier das Industriestammgleis Marienthal ab, das unter anderem die Germania-Brauerei anschloss. Dieses ist jedoch seit Längerem abgebaut; als letztes Relikt wurde die Anschlussweiche im Rahmen von Umbauten im Frühjahr 2017 entfernt.
Ursprünglich verfügte der Bahnhof über vier Gleise. Gleis 1 war das Streckengleis von und nach Enschede, Gleis 2 ein Rangiergleis, Gleis 3 das Streckengleis von Rheine nach Münster und Gleis 4 das Streckengleis von Münster nach Rheine. Über Bahnsteige, nämlich Außenbahnsteige, verfügten nur Gleis 1 und 4. Züge von Rheine mit Halt in Münster Zentrum Nord wechselten deshalb im Beginn des Bahnhofs von Gleis 3 auf 1.
Seit Juni 2017 verfügt der Bahnhof über ein zusätzliches, jedoch nicht elektrifiziertes Bahnsteiggleis, das westlich vom bisherigen Gleis 1 liegt und nun dessen Nummer trägt. Aus Gleis 1 wurde Gleis 2, der Bahnsteig so zu einem Inselbahnsteig, der an einem Ende durch eine Unterführung, am anderen Ende ebenerdig über Gleis 1 erreichbar ist; somit sind weiterhin beide Bahnsteige barrierefrei erreichbar. Gleis 4 bekam die Nummer 3, die beiden Gleise ohne Bahnsteig existieren jedoch weiter, auch die Belegung ist gleich. Das zusätzliche Gleis ermöglicht Zugkreuzungen von Zügen der Verbindung Münster–Gronau, sodass von nun an ein durchgängiger Halbstundentakt auf dieser Verbindung möglich ist.
Fernverkehrszüge und Regionalexpresslinien durchfahren den Bahnhof ohne Halt, mit Ausnahme einiger Züge des RE 15. Ihn bedienen die Regionalbahnlinien RB 63, RB 64 und RB 65, wobei die Linie RB 63 dort endet und beginnt.
| Linie | Streckenverlauf | Takt                                                             | Betreiber     |
| ----- | --- | ---------------------------------------------------------------- | ------------- |
| RE 15 | Emsland-Express: (Emden Außenhafen –) (nur bei Schiffsverkehr) Emden Hbf – Leer (Ostfriesl) – Papenburg (Ems) – Aschendorf – Dörpen – Lathen – Haren (Ems) – Meppen – Geeste – Lingen (Ems) – Leschede – Salzbergen – Rheine – (Rheine-Mesum –)* Emsdetten – (Reckenfeld –)* Greven (← (Münster Zentrum Nord –)* Münster (Westf) Hbf * nur einzelne Züge Stand: Fahrplanwechsel Dezember 2023 | 60 min                                                           | WestfalenBahn |
| RB 63 | Baumberge-Bahn: Coesfeld (Westf) – Coesfeld Schulzentrum – Lutum (stündlich) – Billerbeck – Havixbeck – Münster-Roxel – Münster-Mecklenbeck – Münster (Westf) Hbf – Münster Zentrum Nord Stand: Fahrplanwechsel Dezember 2023 | 60 min (nur wochentags)                                          | DB Regio      |
| RB 64 | Euregio-Bahn: Enschede – Enschede De Eschmarke – Glanerbrug – Gronau (Westf) – Ochtrup – Metelen Land – Steinfurt-Burgsteinfurt – Steinfurt-Grottenkamp – Steinfurt-Borghorst – Nordwalde – Altenberge – Münster-Häger – Münster Zentrum Nord – Münster (Westf) Hbf Stand: Fahrplanwechsel Dezember 2021                                                                                      | 60 min 30 min (Burgsteinfurt–Münster nachmittags an Wochentagen) | DB Regio      |
| RB 65 | Ems-Bahn: Rheine – Rheine-Mesum – Emsdetten – Reckenfeld – Greven – Münster-Sprakel – Münster Zentrum Nord – Münster (Westf) Hbf Stand: Fahrplanwechsel Dezember 2021 | 60 min 25/35 min (HVZ)                                           | Eurobahn      |